# Можаровський Юрій Андрійович
Ю́рій Андрі́йович Можаровський (нар. 2 жовтня 1976 року, Львів) — український футбольний арбітр.

## Кар'єра

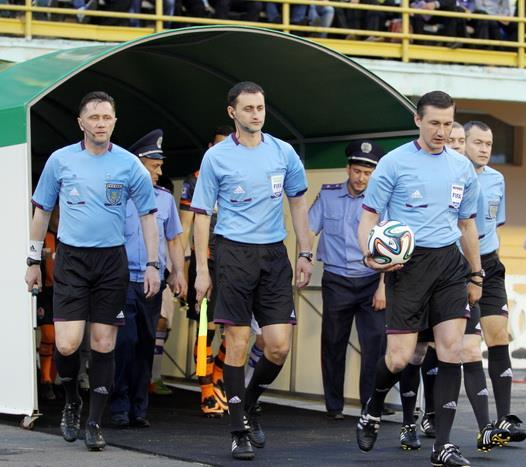
Можаровський (третій зліва) з бригадою перед фіналом кубка України 2014 року

У 2008 році почав обслуговувати матчі Прем'єр-ліги. Велику популярність приніс матч півфіналу кубка України 2009 між «Шахтарем» і «Динамо» , в якому переміг «Шахтар» — 1:0 . За жеребкуванням, матч відбувся в Донецьку та господарі поля запросили на матч іноземного рефері, в результаті неузгодженості між футбольним клубом «Шахтар» і Федерацією Футболу України на матч був призначений Юрій Можаровський. Незважаючи на критику арбітра до матчу, Можаровський відсудив поєдинок, без істотних помилок, які б вплинули на гру . Після матчу отримав високу оцінку від колишнього авторитетного арбітра Любоша Міхела .